# John Hogg (Fußballspieler, vor 1903)
John Hogg (vor 1903 – nach 1944) war ein englischer Fußballspieler in den Pionierjahren des mexikanischen Fußballs. Er spielte in der ersten Saison der damals neu eingeführten Primera Fuerza, der ersten Fußballmeisterschaft von Mexiko, für den Orizaba Athletic Club und später für den British Club. Zwischen 1903 und 1912 war Hogg dreimal Torschützenkönig der Liga.

## Spieler
John Hogg gelangen in der Eröffnungssaison der Primera Fuerza 1902/03 insgesamt fünf Treffer in vier Spielen, was einen Schnitt von 1,25 Toren bedeutet. Mit dieser Bilanz wurde er nicht nur Torschützenkönig der ersten Fußballmeisterschaft von Mexiko, sondern er schoss den Orizaba AC, der am Saisonende eine Torbilanz von 5:2 vorzuweisen hatte, auch im Alleingang zur Meisterschaft.
Fünf Jahre später wiederholte er diesen doppelten Triumph in den Reihen des British Club, als er mit vier Toren in sechs Spielen erneut Torschützenkönig und zum zweiten Mal Meister von Mexiko wurde.
In der Saison 1911/12 wurde er, ebenfalls in Reihen des British Club, zum dritten und letzten Mal Torschützenkönig der mexikanischen Hauptstadtliga, als ihm in vier Spielen drei Treffer gelangen.

## Trainer
John Hogg blieb Mexiko verbunden und kehrte später nach Orizaba zurück, wo er die Asociación Deportiva Orizabeña in den ersten Jahren des Profifußballs durch die 1943/44 eingeführte Primera División führte.

## Erfolge
- Meister von Mexiko: 1903 (mit Orizaba), 1908 (mit British Club)
- Torschützenkönig von Mexiko: 1903 (mit Orizaba) sowie 1908 und 1912 (mit British Club)